# Intercostal medio
El Intercostal medio, es un músculo de cuerpo humano ubicado en la caja torácica.
El músculo se inserta en los bordes inferior y superior de las costillas y de los cartílagos suprayacentes y subyacentes, por dentro del precedente. Sus fibras son oblicuas de arriba abajo y de adelante atrás. Ocupa solamente la parte anterior del espacio desde la línea axilar media del esternón.